# Обальдиа, Рене де
Рене́ де Обальдиа́, также Обалдиа́ (фр. René de Obaldia; 22 октября 1918, Британский Гонконг — 27 января 2022) — французский писатель, драматург и поэт.

## Биография и творчество
Рене де Обальдиа родился в 1918 году в Гонконге. Его родителями были Хосе Клементе де Обалдиа, консул Панамы, и француженка Мадлен Пёврель. Вскоре после рождения Рене его отец исчез, а мать вернулась с детьми во Францию. Рене рос и воспитывался во Франции, в окрестностях Амьена, где жила его бабушка по материнской линии. Позднее учился в престижном парижском лицее Кондорсе.
Когда началась Вторая мировая война, Обальдиа был мобилизован. Вскоре после начала войны, в 1940 году, он попал в плен и четыре года находился в концентрационном лагере Шталаг VIII C в Нижней Силезии. В 1944 году ему удалось вернуться во Францию.
После войны Обальдиа сотрудничал с различными литературными журналами, а также пытался писать и публиковать стихи. В 1952 году вышел сборник его рассказов «Природные богатства» (Les Richesses naturelles), привлёкший к начинающему автору внимание критики. В 1956 году, по совету Клары Мальро и Андре Сальмона, с которыми он был дружен, Обальдиа опубликовал свой первый роман «Тамерлан сердец», который имел большой успех. Затем, в 1960 году, был издан роман «Столетие» (Le Centenaire).
Обальдиа также приобрёл известность как драматург, в частности, после того, как Жан Вилар поставил в Народном театре его пьесу «Женузи» (Génousie, 1960). Ранее, в 1956 году, его пьесы «Фуга в Ватерлоо» (Fugue à Waterloo) и «Страсть Эмиля» (La Passion d’Émile) были отмечены Большой премией чёрного юмора. Среди наиболее известных драматических произведений Обальдиа — «Семь импровизаций на досуге» (Sept Impromptus à loisir), «Ветер в ветках сассафраса» (Du vent dans les branches de sassafras), «Бэби-ситтер» (La Baby-sitter) и пр.
Творчество Обальдиа отличается склонностью к языковой игре, близостью к эстетике абсурдизма и сюрреализма. В 1993 году он опубликовал книгу мемуаров «Exobiographie». Обальдиа также пользуется популярностью как детский поэт, чьи стихи полны фантазии и озорства.
Рене де Обальдиа является лауреатом множества литературных премий, в числе которых Большая театральная премия Французской академии (1985), Большая поэтическая премия SACEM (1988), Большая премия Общества драматургов (1989), премия ПЕН-клуба Франции (1991), премия Марселя Пруста (1993), Ноябрьская премия (1993) и пр. В 1999 году писатель был избран членом Французской академии.